# کوه جوکتاس
کوه جوکتاس (به لاتین: Mount Juktas) یک کوه در یونان است که در کرت واقع شده‌است. کوه جوکتاس ۸۱۱ متر بالاتر از سطح دریا واقع شده‌است.